# エスクド・デ・ベラグアス島

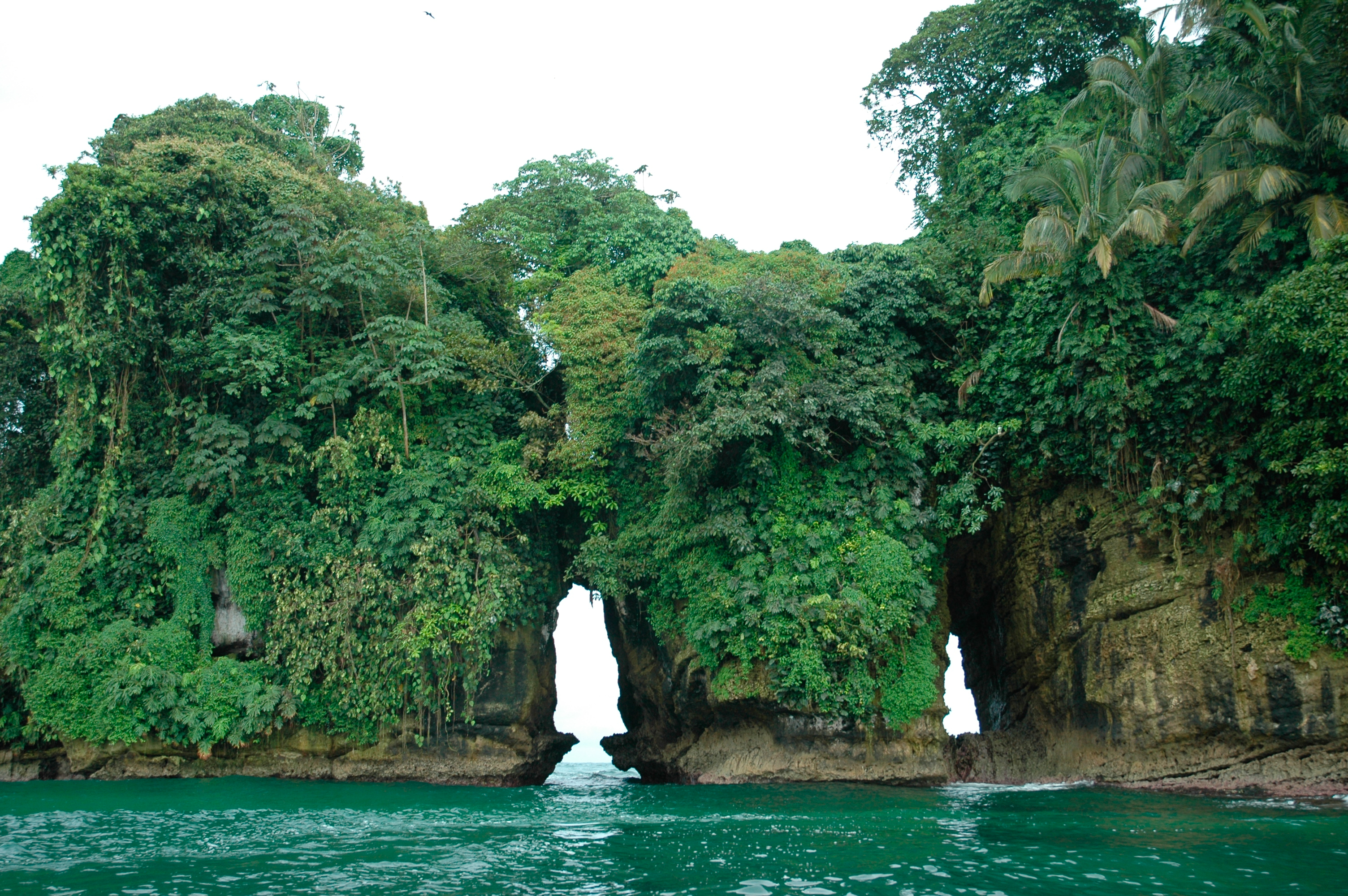
エスクド・デ・ベラグアス島

エスクド・デ・ベラグアス島(Escudo de Veraguas)は、カリブ海にあるパナマ領の島。ボカス・デル・トーロ県に属す。面積は4.3 km2である。
本土からは17kmしか離れておらず、また分離してからもおよそ9000年しか経過していないが、本土とは異なった動物が何種か生息している。2種の哺乳類、コウモリの一種のArtibeus incomitatusとナマケモノの一種Bradypus pygmaeusはこの島の固有種である。この2種およびプレソドン科の両生類Oedipina maritimaは小さな島固有であることから絶滅寸前であるとされている。
1995年まではほぼ無人であったが、漁師が漁の拠点とし始め、その後定住。2012年時点では漁師やその家族約120人が島に住んでいた。